# Fire in the Minds of Men
Fire in the Minds of Men («Пожар в умах человеческих: происхождение Революционной веры») — изданная в 1980 году книга Джеймса Биллингтона (род. 1929), библиотекаря в Библиотеке Конгресса и специалиста по истории и культуре России.
Ссылается на книгу Достоевского «Бесы». В книге обсуждаются революционная одержимость в Европе с восемнадцатого до двадцатого века. Перечисляет ряд факторов, которые привели к революции в России. Биллингтон обсуждает многие социальные группы в дореволюционной России, с особым акцентом на тайных обществах, которые выросли в партии, вовлеченные в революцию. Биллингтон распространяет свои размышления также на французскую революцию и делает сравнение этих двух исторических событий.